# Metro van Changchun
De metro van Changchun is een vorm van openbaar vervoer in de Chinese miljoenenstad Changchun. 
In oktober 2002 opende de eerste sneltram op het Chinese vasteland in deze stad, nu lijn drie van het netwerk. De lijn is een semi-metrolijn dankzij ondergrondse stations en werd eind 2006 verlengd. In 2011 volgde dan een lichte metrolijn, die ook met sneltrams bediend wordt, lijn 4 die een jaar later ook een eerste verlenging kreeg. In juni 2017 ging lijn 1 open, de eerste volwaardige Metrolijn. Eind augustus 2018 opende metrolijn 2, eind oktober 2018 een andere lichte metrolijn, lijn 8. In 2012 vervoerde de metro dagelijks zo'n 140.000 reizigers, met pieken tot 200.000 reizigers.

## Lijnen
| Lijn | Eindbestemmingen                 | Type         | Geopend     | Lengte  | Stations |
| ---- | -------------------------------- | ------------ | ----------- | ------- | -------- |
| 1    | North Huancheng Road - Hongzuizi | Metro        | 2017        | 16,3 km | 15       |
| 2    | Shuangfeng - Dongfang Square     | Metro        | 2018        | 20,5 km | 18       |
| 3    | Changchunzhan - Changchunzhan    | Semi-metro   | 2002 - 2006 | 31,9 km | 33       |
| 4    | Changchunzhanbei - Chechang      | Lichte metro | 2011 - 2012 | 18,7 km | 15       |
| 8    | North Ring Rd. - Guangtong Road  | Lichte metro | 2018        | 13,3 km | 12       |

Verlenging van de lijnen 2 en 3 is in aanleg. Voor de nabije toekomst staat de opening van nog nieuwe lijnen en uitbreiding van bestaande lijnen gepland, het stadsbestuur voorziet voor de verre toekomst nog een serie van uitbreidingen. 

## Galerij

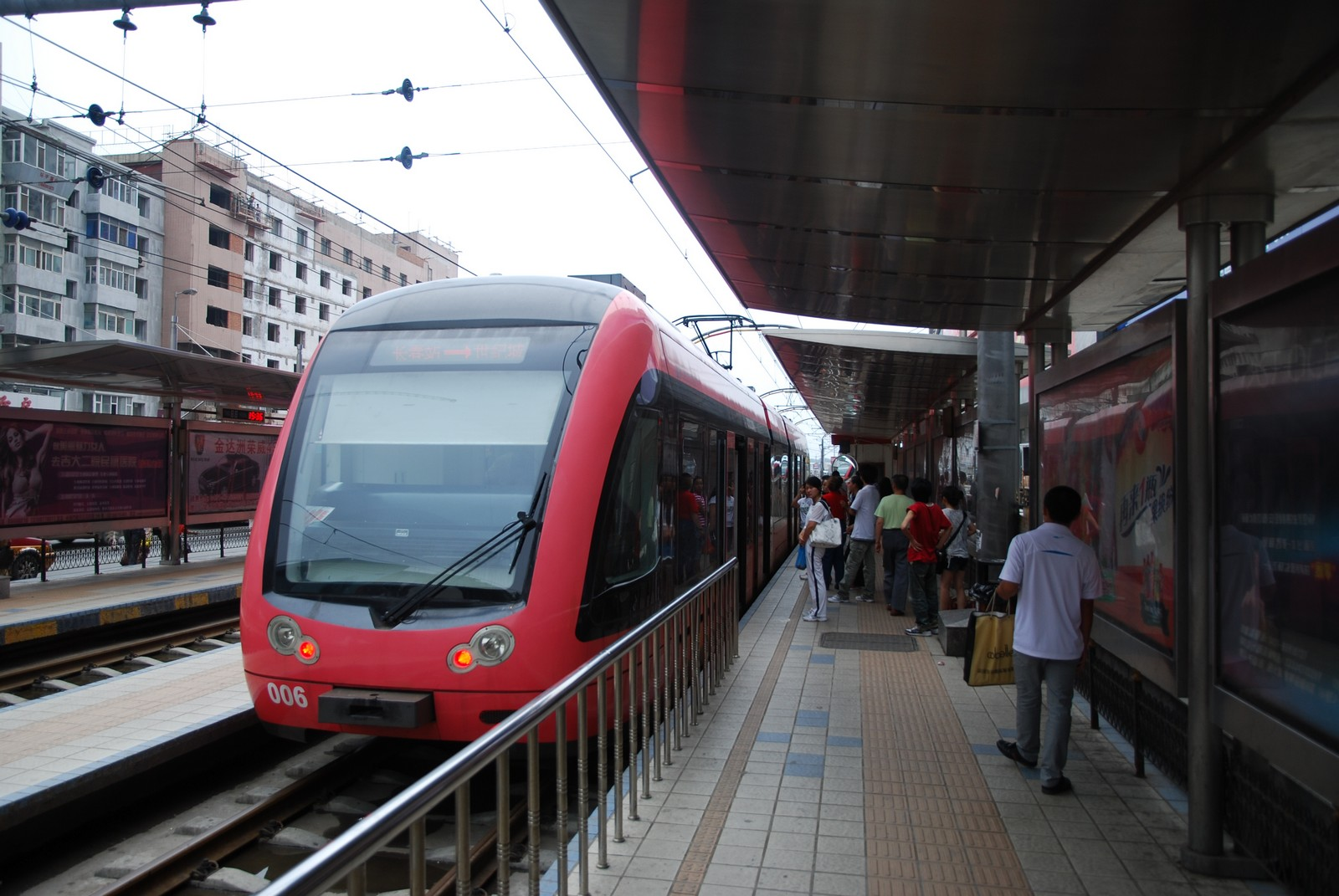
Sneltram lijn 3 in het treinstation van Changchun
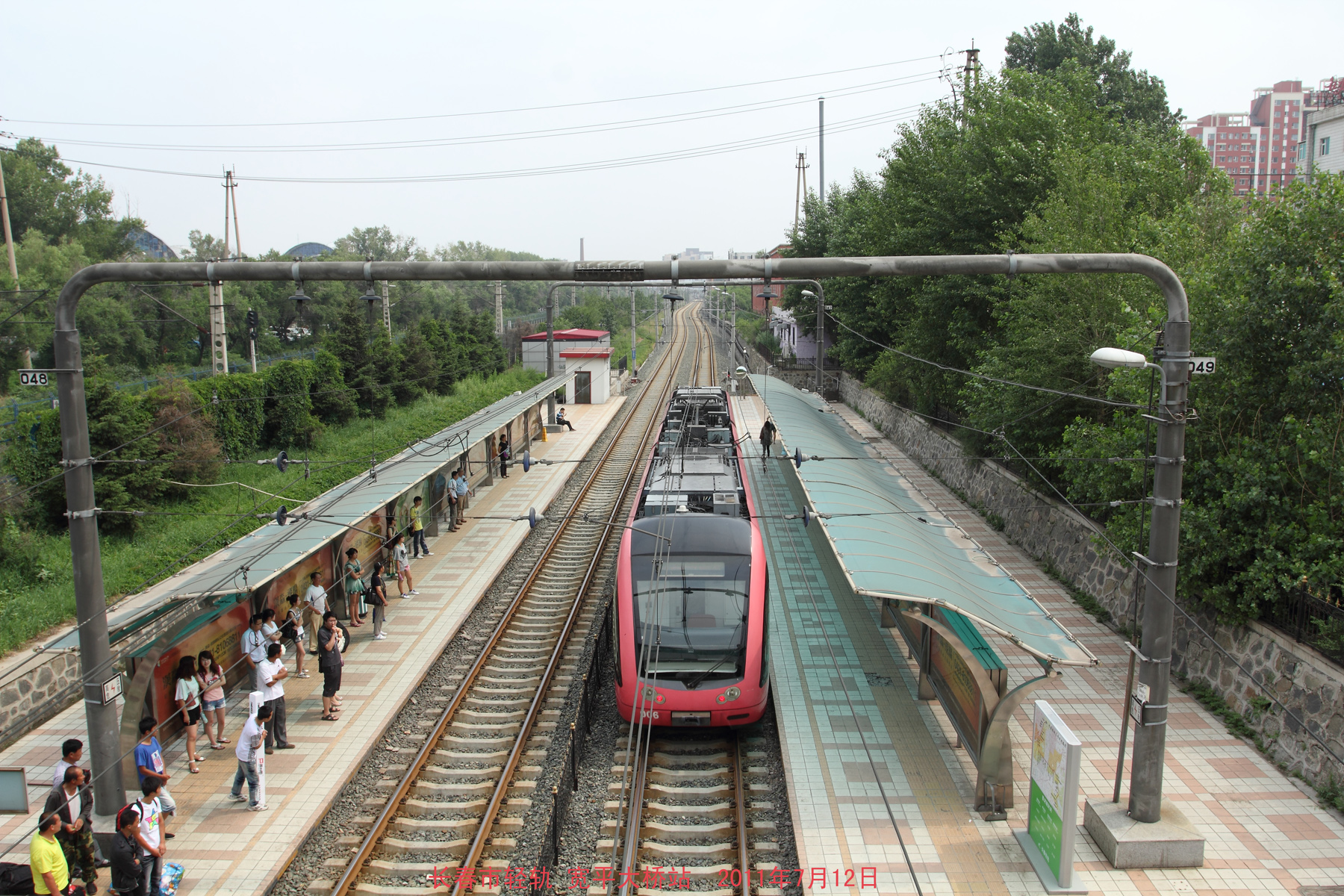
Sneltram in Kuanping Bridge Station
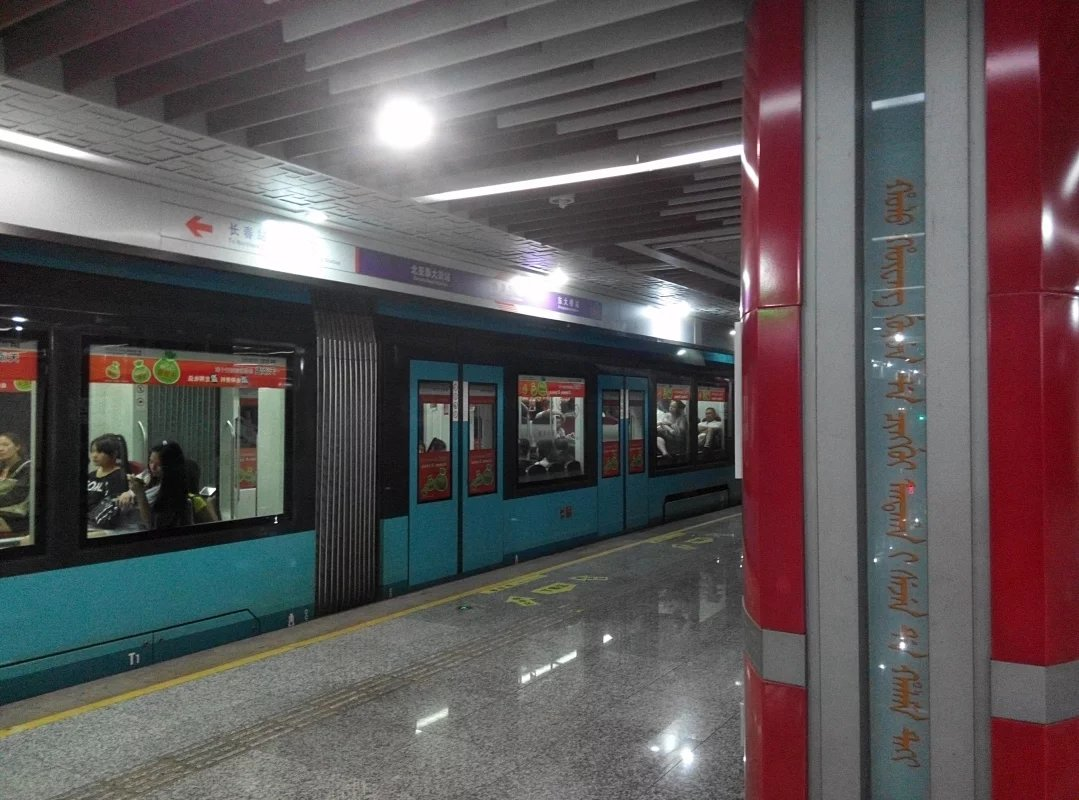
Lightrailtrein op lijn 4
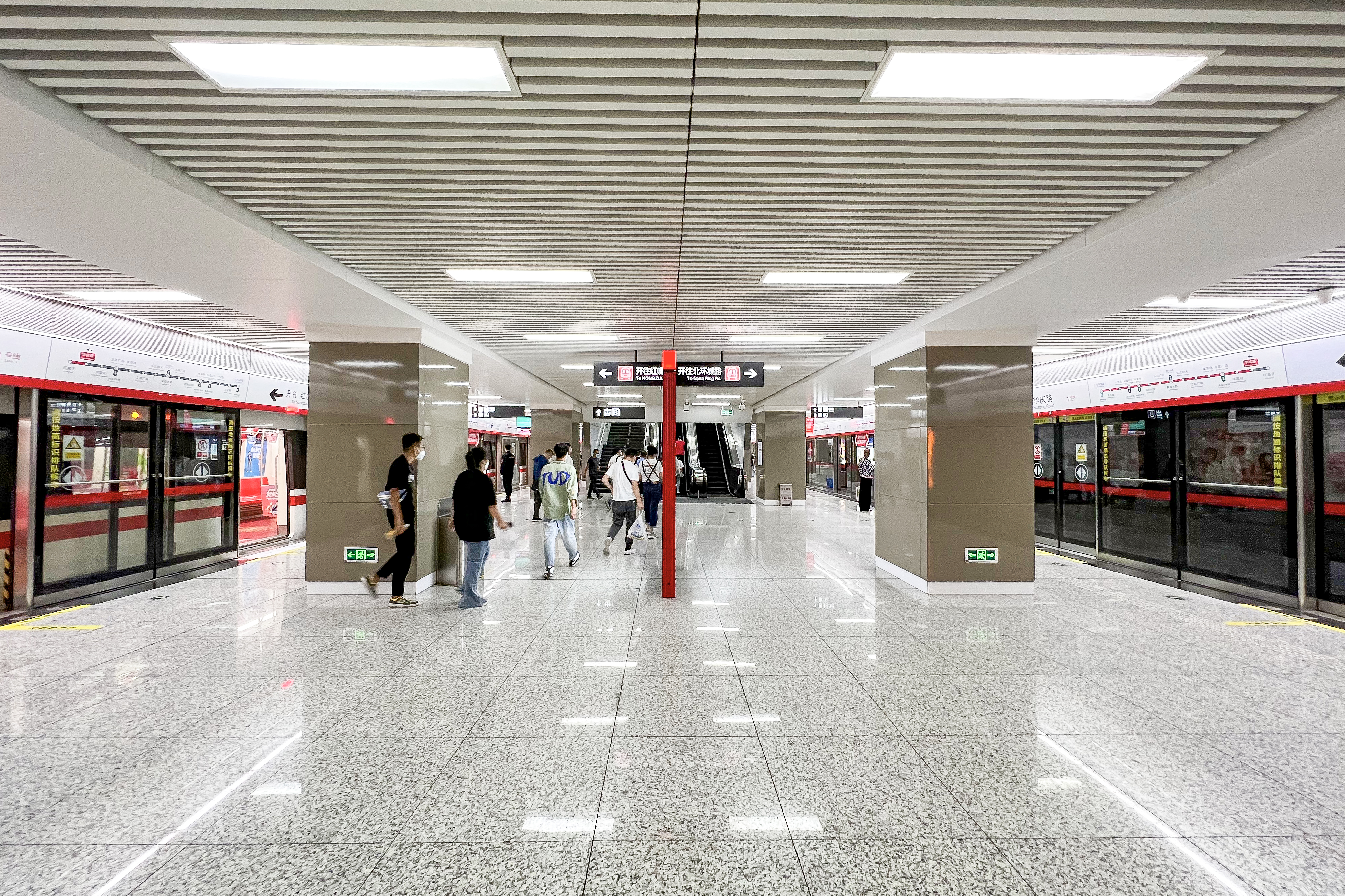
Metrostation Huaqing Road Station op lijn 1
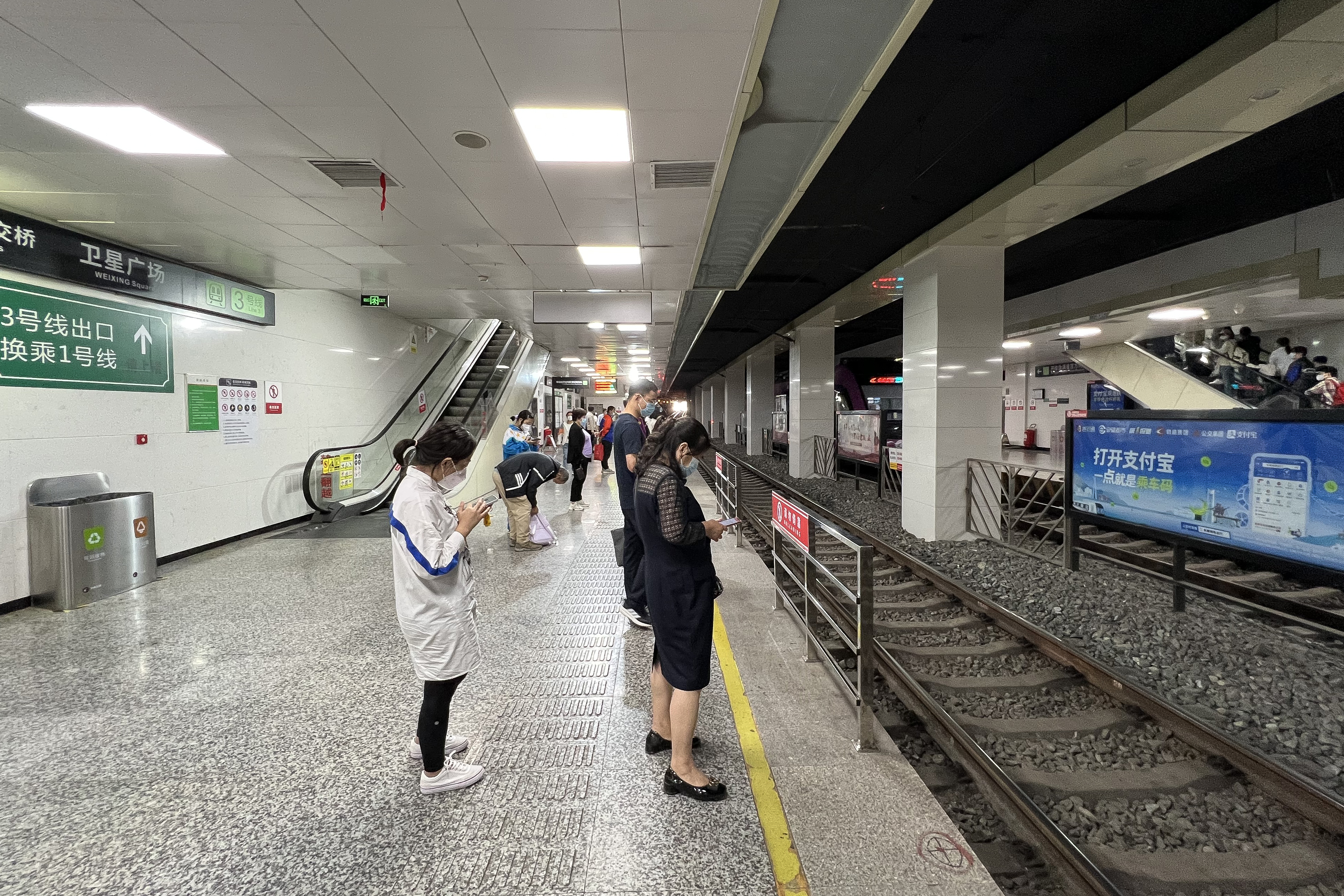
Semi-metrostation Weixing Square Station op lijn 3